# La Dame dans l'auto avec des lunettes et un fusil (roman)
Cet article concerne le roman de Sébastien Japrisot. Pour les adaptations cinématographiques, voir La Dame dans l'auto avec des lunettes et un fusil (film, 1970) et La Dame dans l'auto avec des lunettes et un fusil (film, 2015).
La Dame dans l’auto avec des lunettes et un fusil est un roman policier de Sébastien Japrisot, paru en 1966.
Le roman a reçu le Prix d'Honneur en France et le Silver Dagger Award du meilleur roman étranger 1968 de la Crime Writers' Association en Grande-Bretagne. Il a fait l'objet de deux adaptations au cinéma sous le même titre, en 1970 et 2015. 

## Résumé
Dany Longo, belle, blonde, 26 ans, 168 cm et d'origine italienne, a une vie tout à fait ordinaire, jusqu'au moment où elle décide d'aider sa meilleure amie. Le seul défaut de Dany est son manque de confiance en soi. Après quelques petits jobs, elle a été recrutée dans une agence de publicité, dont le patron est le mari de sa meilleure amie, Anita Caravaille. Pendant de nombreuses années la vie de Dany était tout ce qu'il y a de plus ordinaire. Jusqu'au jour où Anita tue son amant et le raconte à son mari. Ils décident ensuite de rejeter la culpabilité de ce crime sur Dany. Anita et Michel Caravaille élaborent alors ensemble le plan parfait. 
C'est ainsi qu'un vendredi soir, Dany se retrouve dans la voiture de sa meilleure amie, en route vers l'aéroport. Mais, de manière tout à fait inattendue, Dany décide d'aller vers le Sud pour voir la mer. Commencent alors les mésaventures de Dany, mais aussi d'Anita et de son mari. En effet, Dany se fait agresser dans une station d'essence. Or, cet agresseur n'avait visiblement qu'un seul et unique but : lui casser la main gauche. Par la suite, là où elle s'arrête, les gens la connaissent. C'est la première fois qu'elle se dirige vers le Sud. 
Plus tard, elle rencontre Philippe, un truand qui n'en veut qu'à son argent et sa voiture. Impossible toutefois de se plaindre à la police puisque la voiture n'est pas à elle. Elle l'a empruntée sans autorisation, pour une durée encore inconnue.
Du côté d'Anita et de Michel Caravaille, les choses se gâtent également. Leur plan n'est pas tout à fait parfait ; ils n'avaient pas prévu que Dany Longo est une femme complètement imprévisible qui ment comme elle respire. La dame dans l’auto est la plus blonde, la plus myope, la plus sentimentale, la plus menteuse, la plus vraie, la plus déroutante, la plus obstinée, la plus inquiétante des héroïnes.

## Les personnages
- Dany Longo : le personnage principal du roman. Elle est à la source de l'intrigue.
- Anita Caravaille : à la fois la meilleure amie et la pire ennemie de Dany Longo.
- Michel Caravaille : mari d'Anita Caravaille. Amoureux fou de sa femme, il est prêt à tout pour elle.
- Philippe Filanteris : un truand qui n'en veut qu'aux biens de Dany Longo.
- Bernard Thorr : employé dans l'agence de Michel Caravaille et ami de Dany Longo.

## Éditions
- Éditions Denoël, 1966
- Le Livre de poche no 3166, 1971
- Folio no 1223, 1980

## Adaptations cinématographiques
- 1970 : La Dame dans l'auto avec des lunettes et un fusil, film franco-américain réalisé par Anatole Litvak, avec Samantha Eggar, Oliver Reed, John McEnery et Stéphane Audran
- 2015 : La Dame dans l'auto avec des lunettes et un fusil, film français réalisé par Joann Sfar, avec Stacy Martin, Benjamin Biolay, Freya Mavor et Elio Germano